# Orgilus anthracinus
Orgilus anthracinus är en stekelart som beskrevs av Muesebeck 1970. Orgilus anthracinus ingår i släktet Orgilus och familjen bracksteklar. Inga underarter finns listade i Catalogue of Life.